# Maneštra
Maneštra är en grönsakssoppa från Istrien som är populär i flera regioner, däribland Kvarner, vid norra Adriatiska havet. Den tillaggas på olika grönsaker såsom bönor, potatis och kikärtor. Majs ger grönsaksgrytan dess sötma och finns i alla maneštror. Maneštra serveras som förrättssoppa men när den tillaggas med kött serveras den ibland som huvudrätt.    

## Kultur
I den istriska orten och kommunen Gračišće anordnas årligen de Istriska maneštrornas festival (Festival istarskih maneštra).